# Giocondo Albertolli

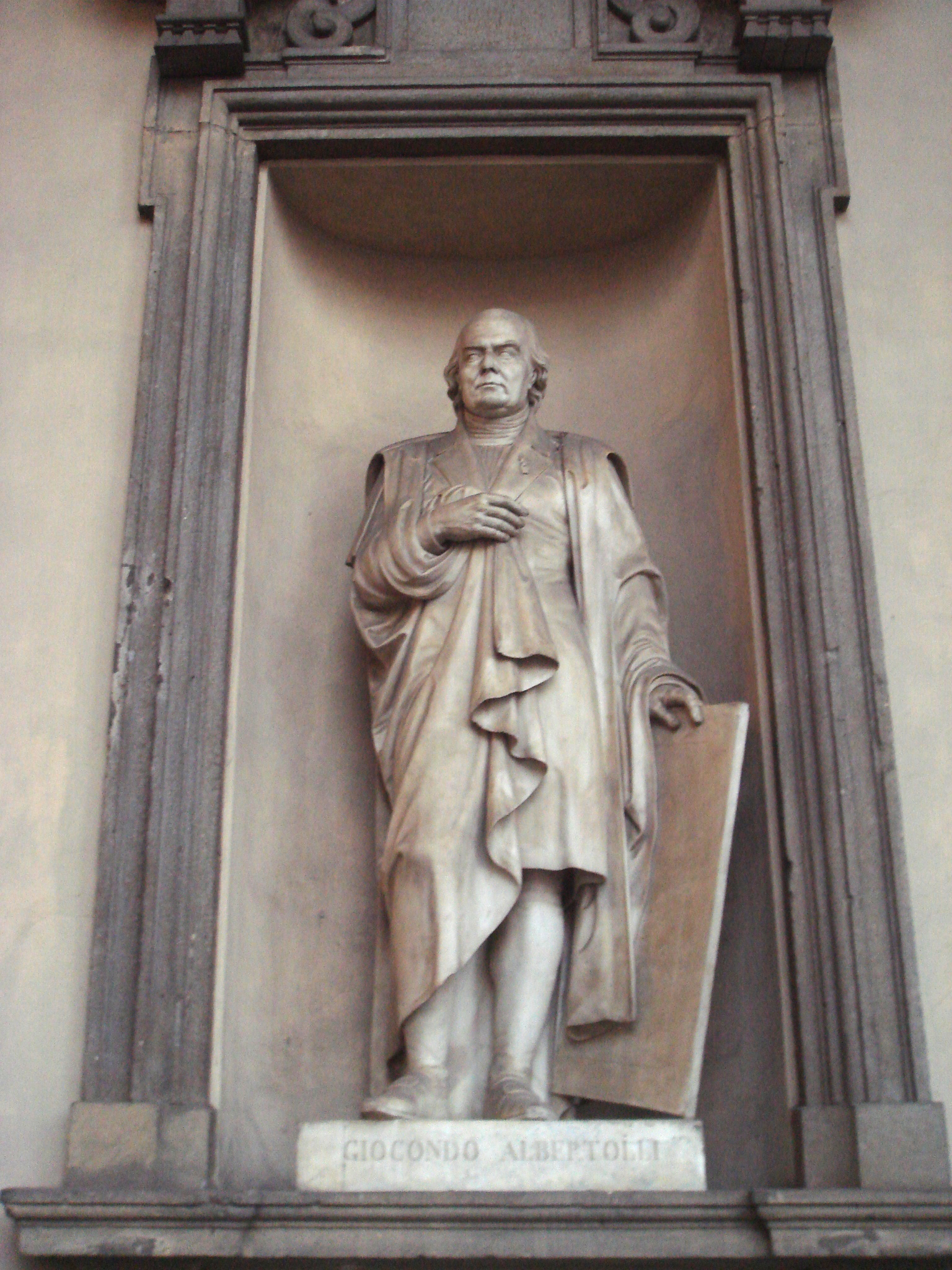
Giocondo Albertolli

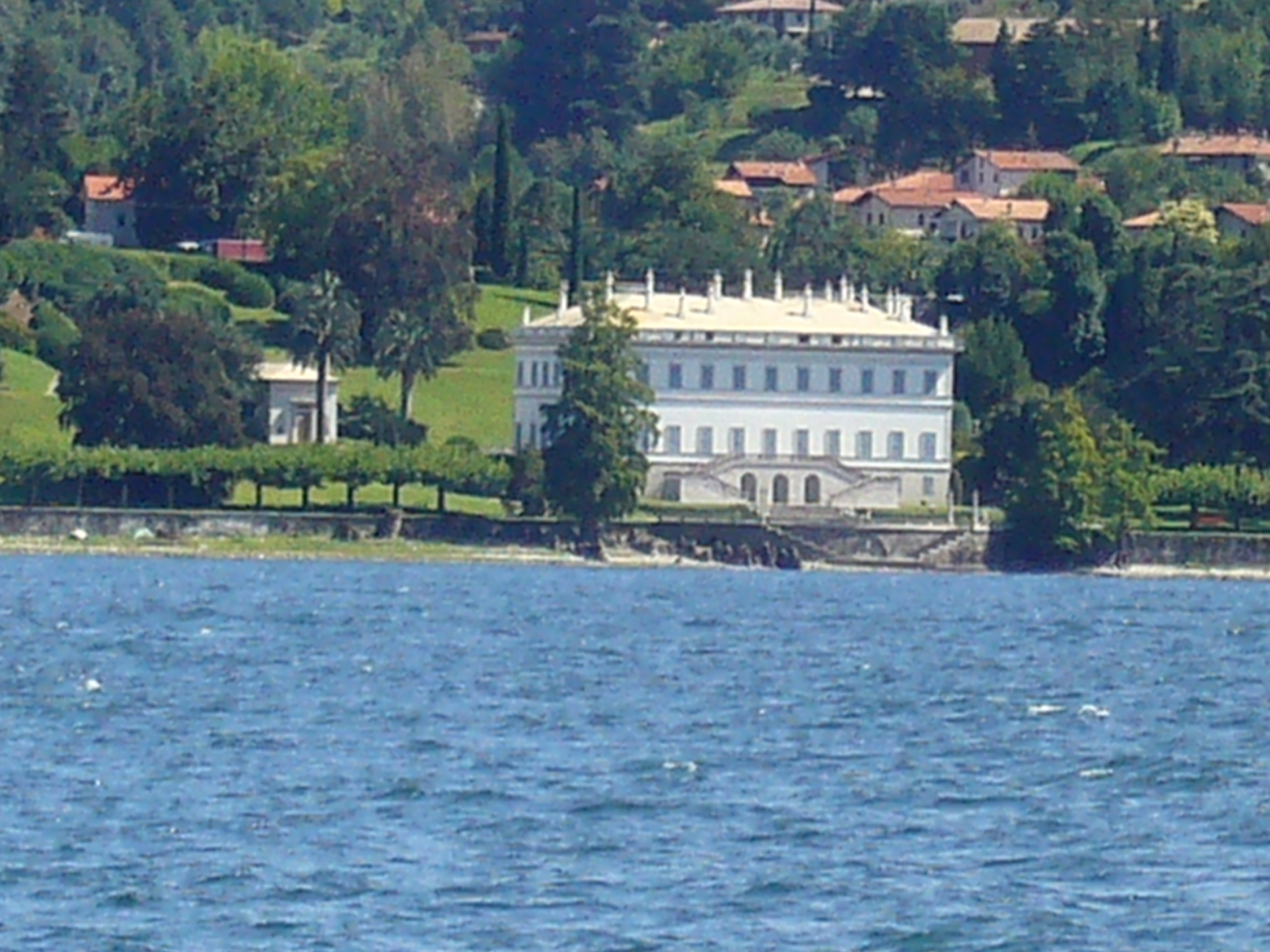
Villa Melzi, Bellagio

Giocondo Albertolli, né à Bedano le 24 juillet 1742 et mort à Milan le 15 novembre 1839, est un architecte, sculpteur, décorateur et peintre italien d'origine suisse qui fut actif à la fin du XVIIIe et début du  XIXe siècle.

## Biographie
Giocondo Albertolli est né dans une la famille d'artistes à Bedano, un village situé à 7 km au nord de Lugano. Il a étudié à Parme auprès d'un sculpteur et également à l'Académie et est devenu célèbre pour ses décorations architecturales ornementales.
En 1776, il devient professeur d'ornement à l'Académie de Brera nouvellement créée à Milan ; il occupe ce poste pendant plus d'un quart de siècle jusqu'à ce qu'un problème l'oblige à démissionner en 1812.
En 1809, Napoléon 1er le fait chevalier de la Couronne de fer.
Albertolli a beaucoup travaillé dans la décoration de palais, d'églises et de bâtiments publics en Italie où il a donné un nouvel élan à l'art de la conception ornementale.
Ses peintures sont rares. Une Vierge à l'Enfant se trouve dans l'église milanaise san Rocco.
Giocondo Albertolli est mort à Milan en 1839 à l'âge de quatre-vingt-seize ans.
Son fils, Raffaele était un graveur, tout comme son neveu Ferdinando.

## Œuvres
- Vierge à l'Enfant, église san Rocco, Milan,
- Décoration de la Villa Melzi, Bellagio.

## Sources
- (en) Cet article est partiellement ou en totalité issu de l’article de Wikipédia en anglais intitulé « Giocondo Albertolli » (voir la liste des auteurs).
- « Giocondo Albertolli », sur SIKART Dictionnaire sur l'art en Suisse.
- Lucia Pedrini Stanga, « Albertolli, Giocondo » dans le Dictionnaire historique de la Suisse en ligne, version du 13 juin 2022.